# Вернер Хайзенберг
Хайзенберг пренасочва насам.  За телевизионния герой вижте Уолтър Уайт.
Вернер Карл Хайзенберг (на немски: Werner Karl Heisenberg) е германски физик, един от основоположниците на квантовата механика, носител на Нобелова награда за физика за 1932 година.

## Биография
Роден е на 5 декември 1901 година във Вюрцбург, Германия, в семейството на професора по византийска история Август Хайзенберг. В младостта си Вернер Хайзенберг е скаут. Следва физика в Мюнхенски университет при Арнолд Зомерфелд. Завършва университета за минимално разрешеното време – три години, защитавайки дисертация на тема „Върху стабилността и турбулентността на течни потоци“. През 1924 г. става асистент на Макс Борн в Гьотинген. Работи в Копенхаген и с Нилс Бор, с когото го свързва сърдечно приятелство. В следващите години, съвместно с Макс Борн и Паскуал Йордан създава основите на квантовата механика. През 1927 г., на 26 години, става професор в Университета в Лайпциг.
За създаването на квантовата механика през 1932 г. Хайзенберг получава Нобелова награда за физика. По време на Втората световна война обаче остава в Третия райх, за разлика от много свои колеги, които емигрират. От 1942 до 1945 г. ръководи Института по физика (Общество на Кайзер Вилхелм) в Далем и преподава като професор в Хумболтовия университет в Берлин, където участва в проект за създаване на германска атомна бомба. След войната съюзниците го интернират в Англия от 1945 до 1946 г., след което се завръща в Германия и става директор на Института по физика (Общество Макс Планк) в Мюнхен.
Жени се през 1936 г. за Елисавета Шумахер. Имат седем деца, а един от синовете му – Мартин Хайзенберг, става професор по генетика.
Умира на 1 февруари 1976 година в Мюнхен на 74-годишна възраст.